# 扎布里德 (布斯克區)
50°3′29″N 24°30′8″E / 50.05806°N 24.50222°E
扎布里德（烏克蘭語：Забрід），是烏克蘭西部的村莊，隸屬利維夫州的佐洛奇夫區。該村面積0.31平方公里，海拔高度213米，2001年人口85，人口密度每平方公里274.19人。